# Ptolemeu XI Alexandre II
Ptolemeu XI Alexandre II (Πτολεμαῖος Ἀλέξανδρος, Ptolemaĩos Aléxandros) (105 a.C. - 80 a.C.), foi um membro da dinastia ptolomaica que governou por poucos dias em 80 a.C.. Após 47 dias após seu reinado ele mata sua esposa Cleópatra Berenice e provoca a revolta do exército que o mata no ginásio da cidade de Alexandria.
Ptolemeu XI Alexandre II era filho de Ptolemeu X Alexandre I.A dinastia ptolemaica vinha de várias disputas fratricidas: seu avô Ptolemeu VIII Evérgeta II fora casado com Cleópatra III, e teve dois filhos, Ptolemeu IX Sóter II e Ptolemeu X Alexandre I, que disputaram o reino.
Após a morte de Ptolemeu IX Sóter II, por falta de homens em idade militar no Egito, Ptolemeu XI Alexandre, que vivia em Roma, foi chamado para reinar. Casou-se com  Cleópatra Berenice, que era filha de Ptolemeu IX Sóter e havia sido esposa de seu pai, Ptolemeu X Alexandre I, porém, após dezenove dias,  matou  sua esposa. O assassinato da soberana provocou uma insurreição armada, durante a qual Ptolomeo foi linchado pela multidão enfurecida.
Foi sucedido por Ptolemeu XII, filho de Ptolemeu IX Sóter II e irmão de Cleópatra Berenice, a rainha assassinada.

## Genealogia
Árvore genealógica, segundo Eusébio de Cesareia:
|                     |                     |                     |                     |                     |                     | Ptolemeu VIII Fiscão | Ptolemeu VIII Fiscão | Ptolemeu VIII Fiscão | Ptolemeu VIII Fiscão | Ptolemeu VIII Fiscão | Ptolemeu VIII Fiscão |           |           |           |           |           |           |  |  | Cleópatra III            | Cleópatra III            | Cleópatra III            | Cleópatra III            | Cleópatra III            | Cleópatra III            |  |  |  |  |  |  |  |  |  |  |  |  |
|                     |                     |                     |                     |                     |                     | Ptolemeu VIII Fiscão | Ptolemeu VIII Fiscão | Ptolemeu VIII Fiscão | Ptolemeu VIII Fiscão | Ptolemeu VIII Fiscão | Ptolemeu VIII Fiscão |           |           |           |           |           |           |  |  | Cleópatra III            | Cleópatra III            | Cleópatra III            | Cleópatra III            | Cleópatra III            | Cleópatra III            |  |  |  |  |  |  |  |  |  |  |  |  |
|                     |                     |                     |                     |                     |                     |                      |                      |                      |                      |                      |                      |           |           |           |           |           |           |  |  |                          |                          |                          |                          |                          |                          |  |  |  |  |  |  |  |  |  |  |  |  |
|                     |                     |                     |                     |                     |                     |                      |                      |                      |                      |                      |                      |           |           |           |           |           |           |  |  |                          |                          |                          |                          |                          |                          |  |  |  |  |  |  |  |  |  |  |  |  |
|                     |                     |                     |                     |                     |                     |                      |                      |                      |                      |                      |                      |           |           |           |           |           |           |  |  |                          |                          |                          |                          |                          |                          |  |  |  |  |  |  |  |  |  |  |  |  |
|                     |                     |                     |                     |                     |                     | Ptolemeu IX Sóter II | Ptolemeu IX Sóter II | Ptolemeu IX Sóter II | Ptolemeu IX Sóter II | Ptolemeu IX Sóter II | Ptolemeu IX Sóter II |           |           |           |           |           |           |  |  | Ptolemeu X Alexandre I   | Ptolemeu X Alexandre I   | Ptolemeu X Alexandre I   | Ptolemeu X Alexandre I   | Ptolemeu X Alexandre I   | Ptolemeu X Alexandre I   |  |  |  |  |  |  |  |  |  |  |  |  |
|                     |                     |                     |                     |                     |                     | Ptolemeu IX Sóter II | Ptolemeu IX Sóter II | Ptolemeu IX Sóter II | Ptolemeu IX Sóter II | Ptolemeu IX Sóter II | Ptolemeu IX Sóter II |           |           |           |           |           |           |  |  | Ptolemeu X Alexandre I   | Ptolemeu X Alexandre I   | Ptolemeu X Alexandre I   | Ptolemeu X Alexandre I   | Ptolemeu X Alexandre I   | Ptolemeu X Alexandre I   |  |  |  |  |  |  |  |  |  |  |  |  |
|                     |                     |                     |                     |                     |                     |                      |                      |                      |                      |                      |                      |           |           |           |           |           |           |  |  |                          |                          |                          |                          |                          |                          |  |  |  |  |  |  |  |  |  |  |  |  |
| Ptolemeu XII Auleta | Ptolemeu XII Auleta | Ptolemeu XII Auleta | Ptolemeu XII Auleta | Ptolemeu XII Auleta | Ptolemeu XII Auleta |                      |                      |                      |                      |                      |                      | Cleópatra | Cleópatra | Cleópatra | Cleópatra | Cleópatra | Cleópatra |  |  | Ptolemeu XI Alexandre II | Ptolemeu XI Alexandre II | Ptolemeu XI Alexandre II | Ptolemeu XI Alexandre II | Ptolemeu XI Alexandre II | Ptolemeu XI Alexandre II |  |  |  |  |  |  |  |  |  |  |  |  |